# Johann Friedrich Dieffenbach

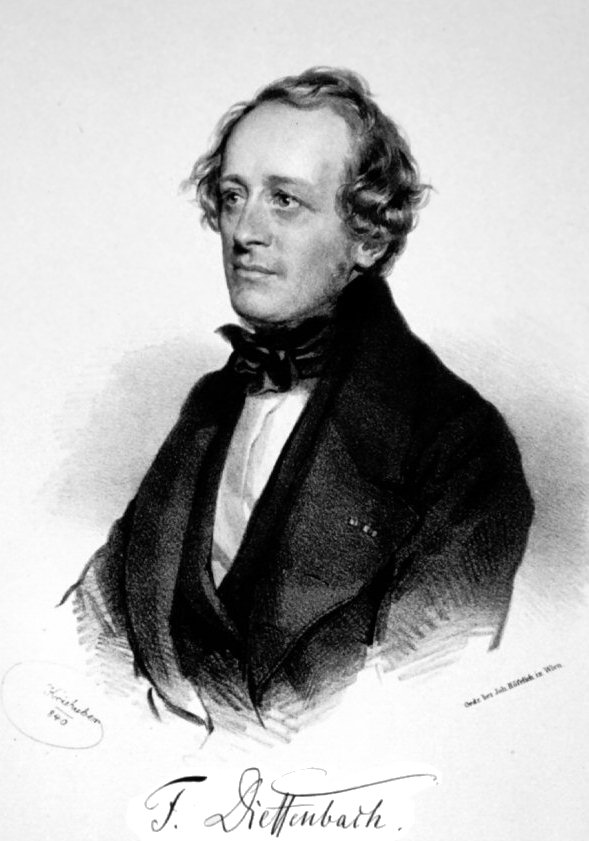
Dieffenbach, Lithographie von Joseph Kriehuber, 1840

Johann Friedrich Dieffenbach (* 1. Februar 1792 in Königsberg i. Pr.; † 11. November 1847 in Berlin) war ein deutscher Chirurg und Hochschullehrer in Berlin. Er gilt als Wegbereiter der plastischen Chirurgie und der Transplantation.

## Leben
Dieffenbach, Sohn eines Lehrers, studierte ab 1812 zunächst evangelische Theologie an der Universität Rostock und der Universität Greifswald. Dort wurde er Mitglied der Corps Pomerania (1812) und Sueco-Pomerania. Für das Medizinstudium wechselte er an die Albertus-Universität Königsberg. Von 1813 bis 1815 nahm Dieffenbach als Kriegsfreiwilliger im Lützowschen Freikorps an den Befreiungskriegen teil. Im März 1818 vertrat er die Königsberger Burschenschaft auf dem Allgemeinen Burschentag in Jena. Sein Medizinstudium absolvierte er von 1816 bis 1820 in Königsberg. 1818 gründete er die erste Schwimmschule in Königsberg. Wegen seiner Beteiligung an der republikanischen Burschenschaft musste er 1820 Königsberg verlassen. Er wechselte nach Bonn, wo er bei Philipp Franz von Walther chirurgisch ausgebildet wurde. Es folgte eine Studienreise nach Paris, auf der er Bekanntschaft schloss mit den Chirurgen Guillaume Dupuytren und Dominique Jean Larrey.
Im Jahr 1822 wurde Dieffenbach mit einer Arbeit über Transplantation an der Julius-Maximilians-Universität Würzburg zum Dr. med. promoviert, die als erste Arbeit zur Haartransplantation gilt.
1823 ließ er sich als praktischer Arzt und Operateur in Berlin nieder und war ab 1829 an der Charité tätig, wo er unter anderem 1832 die Leitung der Krankenpfleger-Schule übernahm. 1824 heiratete er die Königsbergerin Johanna Motherby (1782–1842), geborene Tillheim, die geschiedene Ehefrau von William Motherby. 1833 ließ er sich von ihr scheiden und heiratete im selben Jahr Emilie Friederike Wilhelmine geborene Heidegger (1810–1889), die Tochter Friedrich Wilhelm Heydeckers, des Stadtphysikus von Freienwalde,

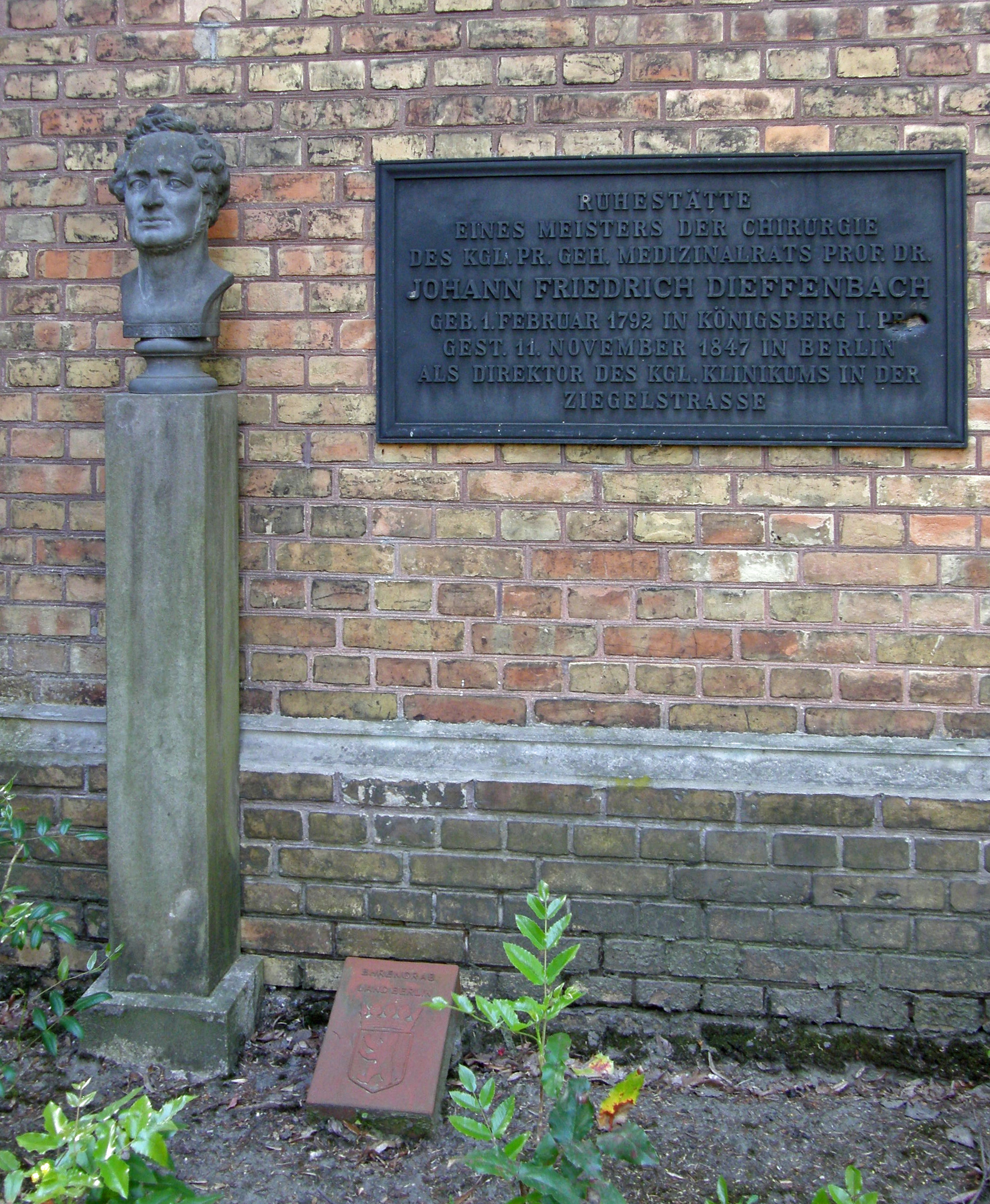
Grab in Berlin

Seit 1832 Professor der Chirurgie an der Friedrich-Wilhelms-Universität zu Berlin, wurde er 1840 Lehrstuhlinhaber und Direktor der Chirurgie der Charité. Dieffenbach war Geheimer Medizinalrat und Ritter. Im Alter von 55 Jahren starb Dieffenbach und wurde am 15. November 1847 auf dem Friedrichswerderschen Friedhof an der Bergmannstraße (Berlin) beigesetzt. Sein Grab war von 1962 bis 2012 als Berliner Ehrengrab gewidmet.

## Bedeutung als Mediziner
Dieffenbach gilt als Wegbereiter der Transplantation sowie der plastischen Chirurgie. Die plastische Wiederherstellung des komplett zerrissenen Dammes war ihm 1827 gelungen. Die Tenotomie der Achillessehne beim Klumpfuß geht auf ihn zurück. Außerdem machte er sich um die Bluttransfusion verdient. Er war einer der ersten deutschen Anwender der Äthernarkose am Menschen, nachdem er, gemäß einer Auflage durch den preußischen König, diese zunächst an einem Bären erprobt hatte.
Bis dahin waren keine gezielten Narkosen bekannt, auch Wundinfektionen mit lebensbedrohlichen Zuständen waren an der Tagesordnung.
Seine Abhandlung Der Aether gegen den Schmerz von 1847, mit der er zur Verbreitung der Äthernarkose in Deutschland beitrug, gilt als Meilenstein der Anästhesie. Er schrieb dazu: „Der schöne Traum, dass der Schmerz von uns genommen, ist zur Wirklichkeit geworden. Der Schmerz, dies höchste Bewusstwerden unserer irdischen Existenz, diese deutlichste Empfindung der Unvollkommenheit unseres Körpers, hat sich beugen müssen vor der Macht des menschlichen Geistes, vor der Macht des Aetherdunstes. […] Durch sie ist die halbe Todesbahn zurückgelegt, der Tod hat nur noch seines halbes Grauen.“
Von ihm stammt das inzwischen vorwiegend angewandte Operationsverfahren der Zirkumzision. Zudem entwickelte er einen Dilatator zur Erweiterung verengter Harnröhren. Dieffenbach entwickelte auch operative Methoden zur Schielbehandlung. Am 26. Oktober 1839 hatte er an der Charité die erste Schieloperation an einem lebenden Menschen ausgeführt. Sein Freund Louis Stromeyer hatte im Jahr zuvor eine solche Augenmuskeloperation mit Sehnendurchtrennung an einer Leiche durchgeführt. Seine Selbsteinschätzung dazu lautete: „Ich gestehe, dass das Gelingen dieser ersten Schieloperation die größte wissenschaftliche Herausforderung war, welche mir jemals in meinem Leben zu Teil geworden ist.“ In der Klinik von Jacques Lisfranc führte er 1834 als Erster eine Augenlidbildung durch. Weitere plastische Operationen Dieffenbachs am Auge waren die chirurgische Behandlung des Ankyloblepharons und des Ektropiums.
Bereits 1831 führte er die erste Katheterisierung des (linken) Herzens durch. Bekannt wurde er des Weiteren durch sein im Jahr 1832 erschienenes Lehrbuch Anleitung zur Krankenwartung, das neben dem Lehrbuch des Heidelberger Mediziners Franz Anton Mai als eines der ersten Lehrbücher für Krankenwartung in Deutschland gilt.
1846 beschrieb er die operative Vereinigung der Bruchenden einer Pseudarthrose mit Hilfe von Elfenbeinzapfen.

## Ehrungen
Seit 1989 verleiht die Deutsche Gesellschaft der Plastischen, Rekonstruktiven und Ästhetischen Chirurgen eine Dieffenbach-Medaille in Gedenken an den Wegbereiter der Plastischen Chirurgie. Mit ihr ehrt die Gesellschaft Persönlichkeiten, die sich um die Plastische und Ästhetische Chirurgie verdient gemacht haben. Die Medaille wurde von Friedrich Becker entworfen.
- Gedenktafel (Medaillon) im Foyer der Chirurgischen Universitätsklinik Heidelberg
- Dieffenbachstraße in Berlin-Kreuzberg
- Dieffenbachstraße in Maraunenhof, ab 1933 neuer Name der nach Ludwig Leo benannten Straße in Königsberg

## Veröffentlichungen (Auswahl)

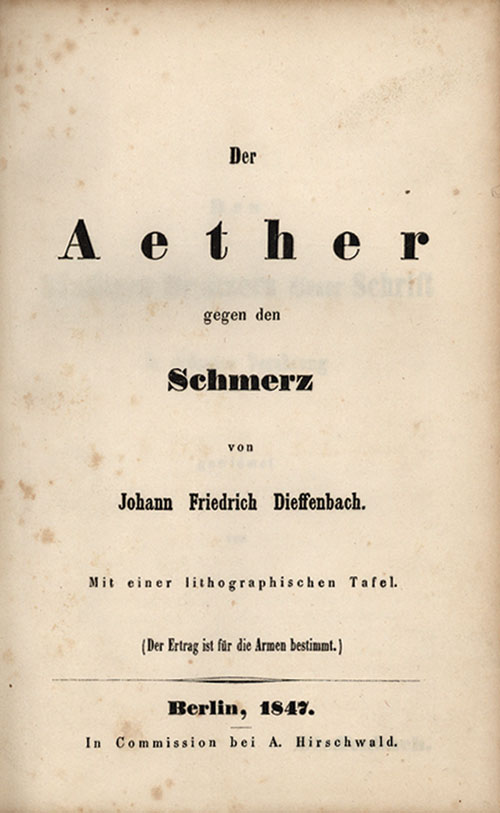
Aether (1847)

- Nonnulla de regeneratione et transplantatione. Inaugural-Dissertation, 1833 (Digitalisat).
- Über das Schielen und die Heilung desselben durch die Operation. 1842; Digitalisat, ISBN 3-8364-0460-5.
- Die Transfusion des Blutes und die Infusion der Arzneien in die Blutgefäße. 1828;  Digitalisat.
- Chirurgische Erfahrungen, besonders über die Wiederherstellung zerstörter Teile des menschlichen Körpers nach neuen Methoden. 4 Bände. Enslin, Berlin 1829–1835.
- Durchschneidung der Sehnen und Muskeln. 1841; Digitalisat
- Ueber das Schielen und die Heilung desselben durch die Operation. A. Förstner’sche Verlagsbuchhandlung, Berlin, Digitalisat
- Der Aether gegen den Schmerz. Berlin 1847. Digitalisat
- Operative Chirurgie. 2 Bände. Leipzig 1844–1848; Digitalisate: Band 1, Band 2.